# Толстоголовка серебристо-пятнистая
Толстоголовка серебристо-пятнистая, или Толстоголовка аргиростигма (лат. Carterocephalus argyrostigma), — бабочка семейства толстоголовок.

## Описание
Длина переднего крыла 11-13 мм. Крылья на верхней стороне чёрно-бурые с жёлтыми пятнами. Передние крылья на верхней стороне без сложного рисунка. На нижней стороне заднее крыло обычно с 5 серебристо-белых пятен сложной формы. Половой диморфизм выражен слабо.

## Ареал
Горы Южной Сибири, Приамурье, Монголия, Северо-Восточный Китай. 

## Биология
Встречается локально на открытых остепнённых склонах, в долинных и лесных луговинах. На Алтае вид встречается на участках лугово-степи в пределах 1200—1800 метров над высотой моря. Восточнее вид обитает и на меньших высотах. В Туве встречается на береговых склонах. Бабочки часто попадаются питающимися на цветках курильского чая (Pentaphylloides fruticosa). Развивается в одном поколении за год. Время лёта в зависимости от высоты и экспозиции склона в мае, июне и первой половине июле. Кормовое растение гусениц не установлено.